# Dietrich Speckhewer
Dietrich Speckhewer (* um 1578 in Aachen; † April 1666 in Aachen) war ein deutscher Schöffe und Bürgermeister der Reichsstadt Aachen.

## Leben und Wirken
Der Sohn von Johann Speckhewer und Barbara von Berg absolvierte ein juristisches Studium mit dem Abschluss des Lic. Jur. Nach seinem Studium trat er in die Bockzunft ein, in der sich die meisten Gelehrten organisierten. Als Vertreter der Zünfte wurde Speckhewer in den Jahren 1619/20 (mit Joachim Berchem als Schöffenbürgermeister), 1622/23, 1624/25, 1626/27, 1628/29 (jeweils mit Albrecht Schrick) und 1633/34, 1637/38 1640/41 (jeweils wieder mit Joachim Berchem) zum „Bürgerbürgermeister“ gewählt. Nachdem Speckhewer am 21. Juli 1640 in den Schöffenstuhl aufgenommen worden war, trat er vorzeitig vom Amt des Bürgerbürgermeisters zurück. Die Wahl in dieses Gremium kam in seinem Fall nicht durch die Mitgliedschaft eines Vorfahren im Schöffenstuhl zustande, was sonst üblich war, sondern beruhte auf seinen überzeugenden juristischen Fähigkeiten und auf seinen verwandtschaftlichen Beziehungen zu anderen Schöffenfamilien. Zugleich trat er der Sternzunft bei, dem Zusammenschluss der Aachener Schöffen, und wurde aus ihren Reihen für die Amtszeit 1650/1651 zum Schöffenbürgermeister gewählt.
Höhepunkt seiner ersten Amtszeit als Bürgermeister war die offizielle Vertretung der Stadt Aachen und die Übergabe der Krönungsinsignien anlässlich der Kaiserkrönung von Ferdinand II. am 9. September 1619 in Frankfurt am Main.
Neben seinem Amt als Bürgermeister wurde Speckheuer zum weltlichen Schöffen des Sendgerichtes gewählt und in den Jahren 1622/1623 zum Kohlmeister. Darüber hinaus gehörte er seit 1619 der Sakramentsbruderschaft von St. Foillan an und war mehrfach Provisor an der alten Ungarnkapelle am Aachener Dom. Am 11. Dezember 1665, also ein halbes Jahr vor seinem Tod, ernannte ihn die Stadt Aachen zum Forstmeister und obwohl Speckhewer auf dieses Amt verzichtete, wurde jedoch per Ratsbeschluss verfügt, dass er zeitlebens dieses Amt bekleiden solle.

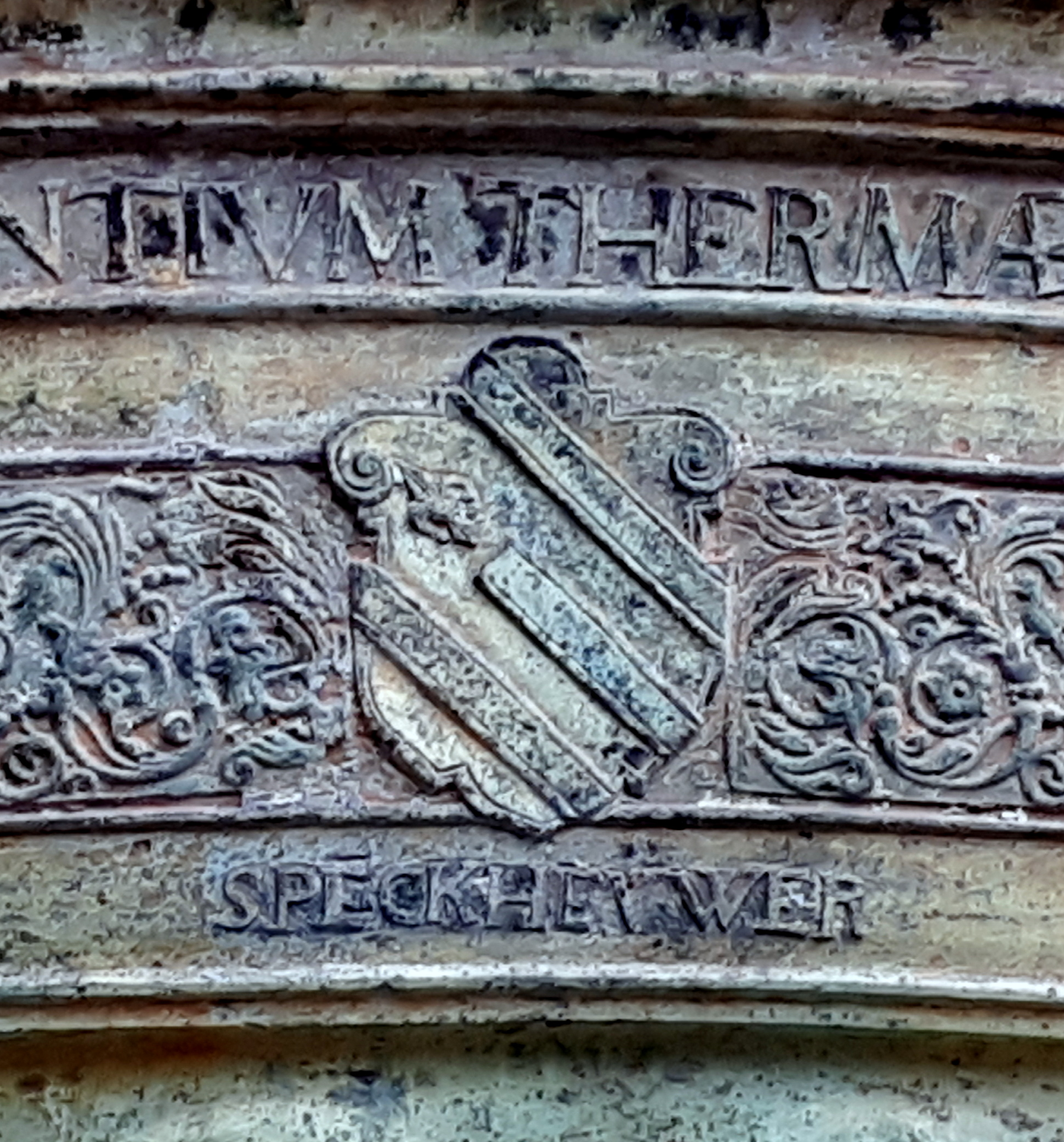
Wappen Speckhewer am Karlsbrunnen

Dietrich Speckhewer war in erster Ehe verheiratet mit Sibylla Feuerpfeil, die ihm die Tochter und spätere Ehefrau des Bürgermeisters Gerhard Schörer Maria Speckhewer gebar. In zweiter Ehe heiratete Speckheuer Cäcilia von Beeck, mit der er den Sohn und Nachfolger im Schöffenstuhl Johann Adam Speckhewer (1627–1662) bekam. Speckhewer verstarb im Jahr 1666 und erreichte laut Begräbnisregister der Alexianergenossenschaft das Alter von 88 Jahren. An ihn erinnert eine Wappengravur an der Schale des Aachener Karlsbrunnens auf dem Marktplatz, die während seiner ersten Amtszeit im Jahr 1620 gegossen wurde.